# زنان در لائوس
زنان در لائوس (انگلیسی: Women in Laos) مدت‌هاست که در جامعه و سیاست مشارکت فعال داشته‌اند، تحول اجتماعی و توسعه را پیش می‌برند، در دنیای تجارت فعال شده‌اند و به عنوان پرستار و تولیدکننده غذا در ارتش خدمت می‌کنند. به دلیل مدرن شدن و ریشه کن کردن روستاها، زنان لائوس سبک زندگی جدیدی را آغاز کرده‌اند که با آرمان‌های سنتی لائوس بیگانه است.

## وضعیت حقوقی
طبق قانون اساسی لائوس، زنان از نظر قانونی با مردان لائوسی برابر هستند. آنها حق رای و ارث دارند. در عمل، نقش و جایگاه زنان در جامعه لائوس اغلب به وابستگی قومی بستگی دارد. در برخی موارد، مانند وضعیت زنان لائولوم، به کوچک‌ترین دختر اغلب وظیفه مراقبت از والدین سالخورده در ازای مزایای ارث مانند زمین و تجارت محول می‌شود.
پس از دریافت ارث، دختر کنترل مستقیمی بر زمین یا تجارت به دست نمی‌آورد، زیرا شوهرش دارای قدرت اجرایی در چنین مواردی است. سایر زنان از اقوام مختلف چیزی به ارث نمی‌برند. در سال ۱۹۹۳، دولت لائوس برنامه ای را برای نقشه‌برداری و مالکیت زمین ایجاد کرد که اسماً برای مالکان زن سودمندتر بود. قوانینی ملی که مردان و زنان لائوس را به عنوان «به‌طور مساوی حق دارند دارایی داشته باشند» اعلام شد، از جمله قانون خانواده اعلام کرد که «هر گونه اموال خریداری شده در طول ازدواج به عنوان دارایی مشترک تلقی می‌شود».

## نیروی کار

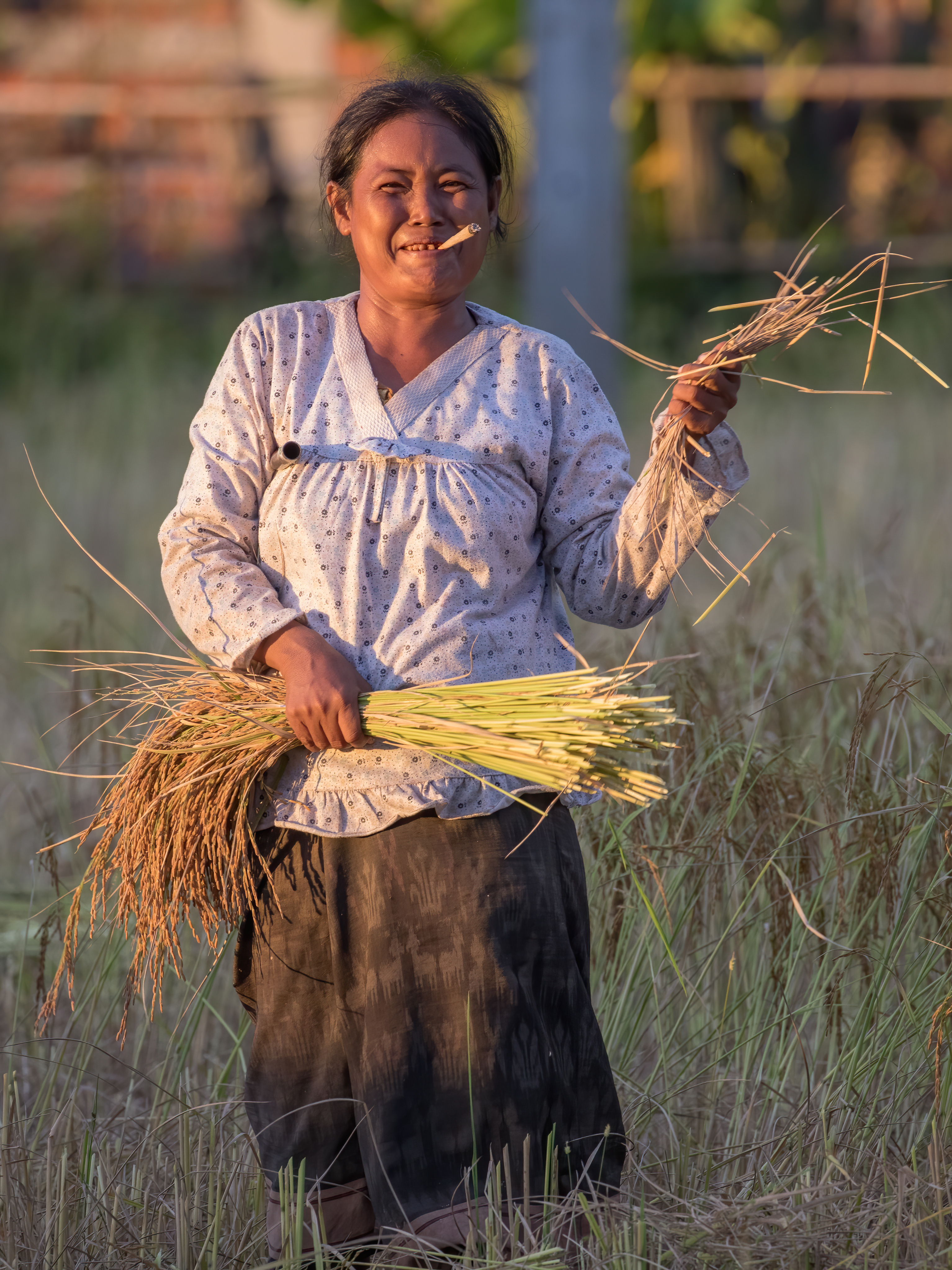
زنی در شالیزار در لائوس

بسیاری از زنان روستایی لائوس نقش‌های نیمه رسمی مختلفی را در جوامع خود بر عهده می‌گیرند، از جمله صنایع دستی، بازرگانی، بهداشت عمومی، و آموزش، علاوه بر نقش‌های سنتی خود به عنوان خانه‌دار و مراقب کودکان. در شهرها و در سطح دولتی، زنان لائوس، به ویژه در مناصب سطح بالا، کمتر حضور دارند. از نظر دستمزد، زنان معمولاً حقوق کمتری نسبت به مردان دریافت می‌کنند.

## دین
در ارتباط با بودیسم لائوسی و باورهای سنتی، به بسیاری از زنان لائوس آموزش داده شده‌است که تنها پس از تولد دوباره به عنوان مرد می‌توانند به نیروانا دست یابند.

## آموزش و پرورش

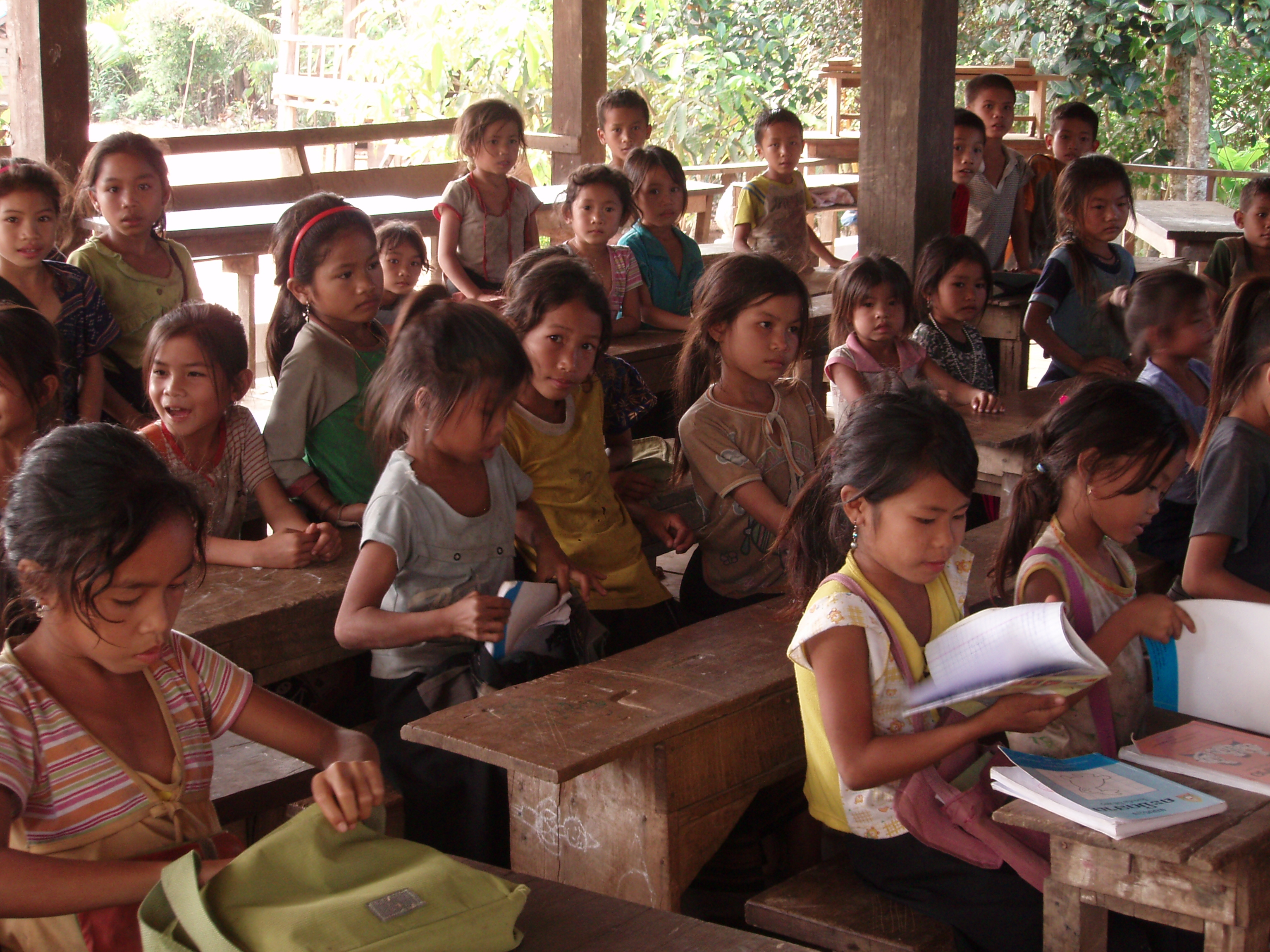
دانش‌آموزان یک مدرسه کوچک روستایی در منطقه‌ای از شمال لائوس

دختران لائوسی کمتر از پسران در مدارس ثبت نام می‌کنند. پس از جنگ جهانی دوم، بسیاری از زنان، مانند ابریشم بافان جمعیت بای‌های، به‌طور فزاینده ای به کار دستی غیر ماهر مشغول شدند. علیرغم اینکه به‌طور متوسط سواد و تحصیلات کمتری نسبت به مردان دارند (۶۳ درصد از زنان لائوسی می‌توانند بخوانند و بنویسند، در مقایسه با ۸۳ درصد مردان)، زنان لائوس به‌طور فزاینده ای به عنوان تأمین کننده هزینه‌های اولیه واحدهای خانواده خود، به ویژه در مناطق روستایی، تبدیل شدند.
در دهه‌های اخیر، زنان لائوس از برنامه‌های سرمایه‌گذاری خرد که توسط سازمان‌هایی مانند انجمن توسعه‌دهندگان اقتصادی اجتماعی (SEDA) ارائه شده‌اند، بهره‌مند شده‌اند. در چنین برنامه‌هایی، زنان در زمینه ایجاد مشاغل، مدیریت کسب و کار، تهیه مواد، تولید انبوه، مذاکره قیمت برای محصولات، مدیریت مالی، استراتژی‌های بازاریابی، مهارت‌های نوشتاری، برنامه‌ریزی تجاری و تصمیم‌گیری آموزش می‌بینند. هدف از این کار کمک به زنان در توانمند شدن و به دست آوردن «ثبات مالی» است.
سازمان دیگری که در آموزش زنان دخیل است، مرکز توسعه زنان معلول لائوس است، مؤسسه ای که زنان معلول و کم توان لائوسی را آموزش می‌دهد. مرکز توسعه زنان معلول لائوس توسط چانپنگ سیویلا تأسیس شد و قبل از گسترش در سال ۲۰۰۲ عمدتاً به عنوان مجموعه کارگاهی فعالیت می‌کرد. گروه مشابه دیگری که بر حقوق، توانمندسازی و سلامت زنان لائوس تمرکز دارد، کمیته پیشرفت زنان در استان سیابوری است.

## سیاست
زنان لائوس در سال ۱۹۵۸ حق رای و نامزد انتخابات را به دست آوردند آنها کماکان در دولت در سطوح محلی و ملی حضور ندارند. در دهه‌های اخیر، زنان پیشروی چشمگیری در عرصه سیاست داشته‌اند. در سال ۱۹۹۷، Onechanh Thammavong یکی از معاونان رئیس مجلس ملی لائوس شد. در مارس ۲۰۱۱، مجلس ملی، سمیناری را برای چهل و هفت نامزد زن پیش از هفتمین انتخابات عمومی لائوس در آوریل ۲۰۱۱، به منظور القای «وظایف مهم نهاد قانونگذاری ملی» در زنان فراهم کرد.